# Questione meridionale (album)
Questione meridionale è un album di Eugenio Bennato, pubblicato nel 2011.

## Il disco
Uscito in occasione del centocinquantesimo anniversario dell'Unità d'Italia, si tratta di un concept album sulla storia dell'Italia, che va, appunto, dai tempi dell'Unità fino ai giorni nostri.
Invece la canzone La gallina canta è un riferimento al testo di una filastrocca popolare per bambini.

## Tracce
1. Neda
2. Il mondo corre
3. Questione meridionale
4. Il sorriso di Michela
5. Mille
6. Ninco Nanco
7. Brigante se more (con Pietra Montecorvino)
8. Si va!
9. Balla la nuova Italia
10. Addio sud
11. La gallina canta